# Levitation
Levitation – studyjny album Hawkwind, wydany w 1980 roku.

## Lista utworów
1. „Levitation” – 5:47
2. „Motorway city” – 6:48
3. „Psychosis” – 2:22
4. „World of tiers” – 3:18
5. „Prelude” – 1:39
6. „Who's gona win the war” – 4:44
7. „Space chase” – 3:11
8. „The fifth second of forever” – 3:27
9. „Dust of time” – 6:22

bonus na wersji cd (1994):
1. „Nuclear toy” – 3:00